# Alfeno Varo

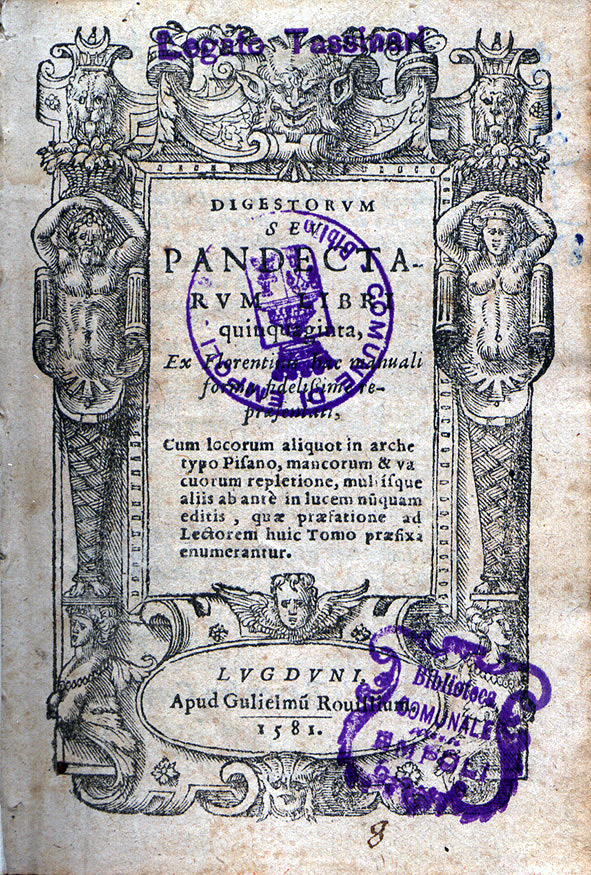
El Pandects, un compendio de derecho romano que contiene numerosos extractos del Digesta de Alfeno.

Publio Alfeno Varo (en latín: Publius Alfenus Varus) fue un jurista y escritor de la Antigua Roma que vivió en el siglo I a. C.

## Vida
Alfeno Varo, cuyo praenomen podría haber sido Publio, fue un pupilo de Servio Sulpicio Rufo y el único discípulo de Servio del que existen extractos en el Digesto. Se desconoce todo sobre él, con excepción de una historia preservada en escolios de Helenio Acrón, en sus notas a las Sátiras de Horacio. Allí se dice que probablemente es nativo de Cremona, donde ejercía el oficio de peluquero o de reparador de zapatos. Llegó a Roma para convertirse en alumno de Servio, alcanzó a obtener un consulado y fue honrado con un funeral público.
Pomponio señala también que Varo alcanzó el consulado, pero esto no es prueba de que el resto de la historia del escoliasta  sea verdad. El Publio Alfeno Varo que fue cónsul en 2 difícilmente puede ser el alumno de Servio y se conjetura que pudo haber sido el hijo del jurista.

## Obra
Hay 54 fragmentos en el Pandectas de los 40 libros del Digesto de Alfeno, pero se conjetura que Alfeno puede haber actuado sólo como el editor de una obra de Servio. Se desprende de los fragmentos que Alfeno estaba familiarizado con la lengua griega. Estos fragmentos muestran que escribió en un estilo puro y diáfano. Un pasaje que aparece en el Pandectas muestra que él no era un extraño para los filósofos. Según Aulo Gelio, Alfeno estaba interesado en la antigüedad. Gelio cita un pasaje del libro XXXIV de su Compendio en el que Alfeno menciona los términos de un tratado entre romanos y cartagineses. Alfeno fue citado a menudo por juristas posteriores.